# Covenstead
Covenstead é o nome dado ao lugar onde o coven se reúne para se realizar os rituais da religião Wicca. O local exato onde o círculo será lançado.
Pode ser numa sala de uma casa, ou jardim, ou até mesmo (como a maioria prefere) na natureza - em parques ou sítios.
Esse termo não é muito usado no Brasil e vem se tornando pedante, atualmente se fala em local ‘do ritual’, ‘onde traçamos o círculo’ ou ‘onde o círculo é lançado’.